# Sozialforschungsstelle an der Universität Münster
Die Sozialforschungsstelle an der Universität Münster in Dortmund e. V. wurde 1946 gegründet und war in den 1950er/1960er Jahren die kopfreichste empirisch-soziologische Forschungsinstitution der Bundesrepublik Deutschland, auch die mit den meisten Wissenschaftlerinnen. Sie besaß die damals deutschlandweit größte soziologische Fachbibliothek. Diese wurde 1969 mit dem Bibliotheksbestand in die neu gegründete soziologische Fakultät der Universität Bielefeld eingebracht. Als Nachfolgeinstitution nahm 1972 die Sozialforschungsstelle Dortmund die Arbeit wieder auf.
2025 spendeten die Familienunternehmen Rothschild und Mack Fondsgesellschaften, um das Institut zu erhalten und zu erweitern.

## Neugründung mit Kontinuität zur NS-Sozialforschung
Gegründet wurde die Forschungsstelle auf Grund einer Initiative des Soziologen und Arbeitswissenschaftlers Otto Neuloh und des Arbeitspsychologen Ernst Bornemann, unterstützt von dem katholischen Sozialökonomen Heinrich Weber (Weber war auch der erste Direktor der Forschungsstelle), Industrieunternehmern und Kommunalpolitikern aus dem Ruhrgebiet, mit industriesoziologischem Schwerpunkt als Kern einer damals angezielten ersten Universität im Ruhrgebiet. Nach 1960 weitete sie unter dem Direktorat von Helmut Schelsky ihre Forschungsaktivität weit in andere Felder der Soziologie aus.
Die Sozialforschungsstelle übernahm ganze Datenbestände aus nationalsozialistischen Institutionen, beispielsweise der Forschungsstelle für das Volkstum im Ruhrgebiet, die als Grundlage für weitere Forschungen dienten. Trotz der Aufarbeitung blieben die Daten einem nationalsozialistischen Wissenschaftsverständnis verhaftet. Auch in personeller Hinsicht war eine offenkundige Kontinuität erkennbar, eine große Zahl der Mitarbeiter stammte aus dem Umfeld der NS-Sozialforschung.

## Ehemalige Mitarbeiter
Zahlreiche namhafte Soziologinnen und Soziologen arbeiteten hier, teils noch als Assistenten  –  so u. a.:
- Hans Paul Bahrdt
- Horst Baier
- Bálint Balla
- Benno Biermann
- Wilhelm Brepohl
- Manfred Brusten
- Ernst Wolfgang Buchholz
- Lucius Burckhardt
- Fernando Cardoso
- Dieter Claessens
- Lars Clausen
- Dankwart Danckwerts
- Heinrich Ebel
- Gerald L. Eberlein
- Wolfram Fischer
- Werner Fuchs
- Jürgen Gräbener
- Heinz Harbach
- Heinz Hartmann
- Hans Wilhelm Hetzler
- Elena Hochman
- Gunther Ipsen
- Urs Jaeggi
- Wieland Jäger
- Carl Jantke
- Friedrich Jonas
- Ernst August Jüres
- Franz-Xaver Kaufmann
- Hanno Kesting
- Gábor Kiss
- Helmut Klages
- Rolf Klima
- Arno Klönne
- Hans-Joachim Knebel
- Janpeter Kob
- Wolfgang Köllmann
- Hermann Korte
- Marianne Krüll
- Hans Jürgen Krysmanski
- Bruno Kuske
- Friedrich Landwehrmann
- Rüdiger Lautmann
- Hans Linde
- Niklas Luhmann
- Rainer Mackensen
- Norbert Martin
- Joachim Matthes
- Muneer Ahmad
- Cecilia Muñoz
- Dietrich von Oppen
- Hans-Uwe Otto
- Johannes Papalekas
- Helge Peters
- Karl Heinz Pfeffer
- Elisabeth Pfeil
- Hermann Pfütze
- Heinrich Popitz
- Tarcizio Quirino
- Otthein Rammstedt
- Renate Rausch
- Roland Reichwein
- Horst Rittel
- Johann Jürgen Rohde
- Bernhard Schäfers
- Norbert Schmidt
- Wolfgang Schoene
- Achim Schrader
- Wigand Siebel
- Willie Smith
- Heinz Rudolf Sonntag
- Angela Spies von Büllesheim
- Hanns-Albert Steger
- Günther Steinkamp
- Dietrich Storbeck
- György Széll
- Rudolf Tartler
- Hans-Jürgen Teuteberg
- Armin Tschoepe
- Hanns Wienold
- Eduard Willeke
- Bernard Willms
- Friedrich Zunkel

## Weblink
- Jens Adamski: Findbuch zum Bestand der „Sozialforschungsstelle an der Universität Münster, Sitz zu Dortmund“ im Archiv der Sozialforschungsstelle Dortmund (sfs) (PDF-Datei; 2,7 MB), mit einem kurzen Abriss ihrer Geschichte. Der Bestand befindet sich im Universitätsarchiv Dortmund.

Koordinaten: 51° 32′ 56,5″ N, 7° 27′ 51,9″ O